# Andriantsimitoviaminandriandehibe
Andriantsimitoviaminandriandehibe (Malagassisch: 'De andriana (edelman) zonder gelijke onder de grote andriana') was een Merina en koning van het Koninkrijk Imerina in Madagaskar. Hij regeerde in de periode van circa 1650 tot zijn dood rond 1670 vanuit de Rova van Antananarivo. Hij was de troonopvolger van zijn vader, koning Andriantsitakatrandriana, en had drie vrouwen. Dit waren Ratompoimbahoaka uit Ambohimalaza, Prinses Ramahafoloarivo (kleindochter van koning Andrianjaka) en Prinses Rafaravavy Rampanananiamboninitany.

## Regering
Toen Andriantsimitoviaminandriandehibe zijn vader op de troon opvolgde, ging hij door met het droogleggen van de Bestimitatatra-moerassen rond Antananarivo, de hoofdstad van het Koninkrijk Imerina, om er vervolgens rijstvelden aan te laten leggen. Hij verdeelde het droog te leggen gebied in twee helften, met de rivier de Ikopa als tussenliggende grens, en stelde zijn twee zoons aan als opzichters over beide helften. De noordelijke helft wees hij toe aan zijn oudste zoon Andrianjaka Razakatsitakatrandriana en de zuidelijke helft aan Andrianjakanavalondambo, een aangenomen zoon. Beiden kregen de opdracht om een dijk te bouwen om het gebied droog te leggen en beiden trachtten dit werk zo snel mogelijk te volbrengen. Koning Andriantsimitoviaminandriandehibe kon het gehele werk overzien vanaf een verhoging tussen de twee gebieden. Toen Andrianjakanavalondambo zijn dijk als eerste gereed had, schepte hij hierover op tegen zijn vader. Maar deze bestrafte hem met de woorden:

Jong als je bent, moet je leren te wachten tot het eind. Blijf waar je hoort en raak niet in moeilijkheden zonder goede reden, want je bent een man, mijn vriend!"

## Troonopvolging
Andriantsimitoviaminandriandehibe stelde Andrianjaka Razakatsitakatrandriana aan als zijn toekomstige troonopvolger en heerser over Antananarivo, Ambohidrabiby en Ambohimanga. Andrianjakanavalondambo kreeg Alasora, Ambohimanjaka, Antanamalaza, Ifandana, Ambohimanambola en Andrianakotrina toegewezen. Andriantsimitoviaminandriandehibe had nog twee andere andere zoons, Andriandambomanafika en Andriamanitrinitany. Zij werden respectievelijk mede-regent van Ambohimanga en heerser van Ambohipoloalina.
Andriantsimitoviaminandriandehibe stierf rond 1670 in de Rova van Antananarivo en werd opgevolgd door zijn oudste zoon Andrianjaka Razakatsitakatrandriana. Rond 1675 werd deze echter van de troon gestoten door Andrianjakanavalondambo, die vervolgens de naam Andriamasinavalona aannam.